# 宮原継享
宮原 継享（みやはら ひでゆき、1980年9月21日 - ）ロンドン在住の日本のサッカー選手代理人。岡山県出身。高知大学時代には、総理大臣杯3位や、中国・四国代表として大学選抜大会デンソーカップにも出場。大学卒業後、2004年に渡英し、ロンドン大学大学院バークベック校で欧州サッカークラブの経営やアメリカの多様なスポーツビジネスを学ぶ。
ロンドンに拠点を置き、株式会社JAPANATUKに所属。選手の留学をサポートする代理人として活動している。
2016年夏オランダ1部ヘーレンフェーンに移籍した小林祐希を筆頭に、2017年夏には森岡亮太のベルギー1部ワースラント＝ベフェレンにクラブ史上最高額の移籍を成功させる。
他にも、モンテネグロ1部からポーランド1部、ブルガリア1部に移籍した加藤恒平、FIFAクラブワールドカップでお馴染みのニュージーランド1部オークランド・シティFCへ移籍した松本光平、日本出身でフィリピン代表という異色の経歴を持つ佐藤大介のルーマニアリーグ移籍など、様々なタイプの移籍を成立させてきた。

## 代理人を務める主な選手
- 小林祐希
- 森岡亮太
- 橋本拳人
- 松本光平
- 財前敦
- カレン・ロバート